# Alain Prost
Alain Marie Pascal Prost, OBE (* 24. Februar 1955 in Saint-Chamond) ist ein französischer Automobilrennfahrer armenisch-französischer Herkunft. Zwischen 1980 und 1993 startete er bei insgesamt 199 Grand Prix in der Formel 1. In der Zeit von 1997 bis 2001 führte Prost sein eigenes Formel-1-Team namens Prost Grand Prix. Seit 2003 ist er wieder als Rennfahrer aktiv und startet regelmäßig in der französischen Eisrennserie Trophée Andros.
Alain Prost gehört zu den erfolgreichsten Piloten der Formel-1-Geschichte: Er wurde jeweils viermal Weltmeister und Vizeweltmeister und gewann insgesamt 51 Grand Prix. Viele seiner zahlreichen Bestmarken hatten Bestand, bis sie von Michael Schumacher übertroffen wurden. 1999 erhielt Alain Prost bei den World Sports Awards of the Century den Preis in der Kategorie Motorsport, neben Größen wie Pelé, Muhammad Ali, Carl Lewis und Steffi Graf.
Einer breiten Öffentlichkeit wurde Prost Ende der 1980er Jahre vor allem durch seine Dauerrivalität mit dem Brasilianer Ayrton Senna bekannt, mit dem er sich über die Rennstrecke hinaus intensiv duellierte. In den vier Saisons, in denen beide im Kampf um den Weltmeistertitel alle anderen Fahrer hinter sich ließen (1988–1990 und 1993), gewann jeder von beiden zweimal den Titel.

## Karriere

### Anfänge im Motorsport
Im Alter von 14 Jahren begann Prost 1969 seine Motorsportkarriere im Kartsport. Er blieb bis 1975 in dieser Sportart aktiv. Unter anderem gewann er 1974 die französische Kartmeisterschaft. 1976 wechselte er in den Formelsport und gewann mit 12 Siegen aus 13 Rennen auf Anhieb den Meistertitel der französischen Formel Renault. Ein Jahr später entschied er auch die europäische Formel Renault für sich. 1978 trat Prost in verschiedenen Formel-3-Rennserien an. Am erfolgreichsten war er in der französischen Formel-3-Meisterschaft, in der er den Meistertitel gewann. In der europäischen Formel-3-Meisterschaft wurde er Neunter. 1979 gelang es ihm, sowohl in der französischen als auch in der europäischen Formel 3 den Meistertitel für sich zu entscheiden. Prost hatte die Möglichkeit, bereits beim letzten Saisonrennen der Saison 1979 sein Formel-1-Debüt für McLaren, die ein drittes Auto einsetzen wollten, zu geben. Er überraschte den Rennstall mit einer Absage mit der Begründung, dass der Einsatz weder ihm noch dem Team helfen würde.

### Formel 1

#### McLaren (1980)
Für die Formel-1-Saison 1980 erhielt Prost einen Vertrag beim Formel-1-Team McLaren, das zu dieser Zeit noch von Teddy Mayer betrieben wurde. Sein Teamkollege wurde der Brite John Watson, der im Vorjahr zu McLaren gewechselt war. Bereits in seinem Debütrennen, dem Großen Preis von Argentinien auf dem Autódromo Municipal Ciudad de Buenos Aires, erzielte er als Sechster seinen ersten Weltmeisterschaftspunkt. Zuletzt gelang dies 1973 dem US-Amerikaner George Follmer bei seinem Debüt. Ein Rennen später in Brasilien erzielte er als Fünfter weitere Punkte. Dieses Ergebnis wurde sein bestes Resultat in seiner Debütsaison, in der er bei zwei weiteren Rennen als Sechster punktete. Prost erste Saison war jedoch auch von einigen technischen Problemen und Unfällen geprägt. So zog sich Prost bei einem Unfall beim Großen Preis von Südafrika in Kyalami eine Handgelenkverletzung zu. Infolgedessen konnte er bei einem Rennen nicht starten und wurde durch Stephen South, der sich nicht qualifizierte, vertreten. Beim Saisonfinale in den USA musste Prost nach einem Trainingsunfall abermals pausieren. Am Ende der Saison belegte er mit fünf Punkten den 16. Platz in der Fahrerweltmeisterschaft und hatte nur einen Punkt weniger als sein Teamkollege Watson. Obwohl er noch einen Vertrag für zwei weitere Jahre hatte, verließ Prost nach der Saison McLaren. Er begründete den Abgang unter anderem mit der Vielzahl von technischen Defekten an seinem Auto.

#### Renault (1981–1983)
1981

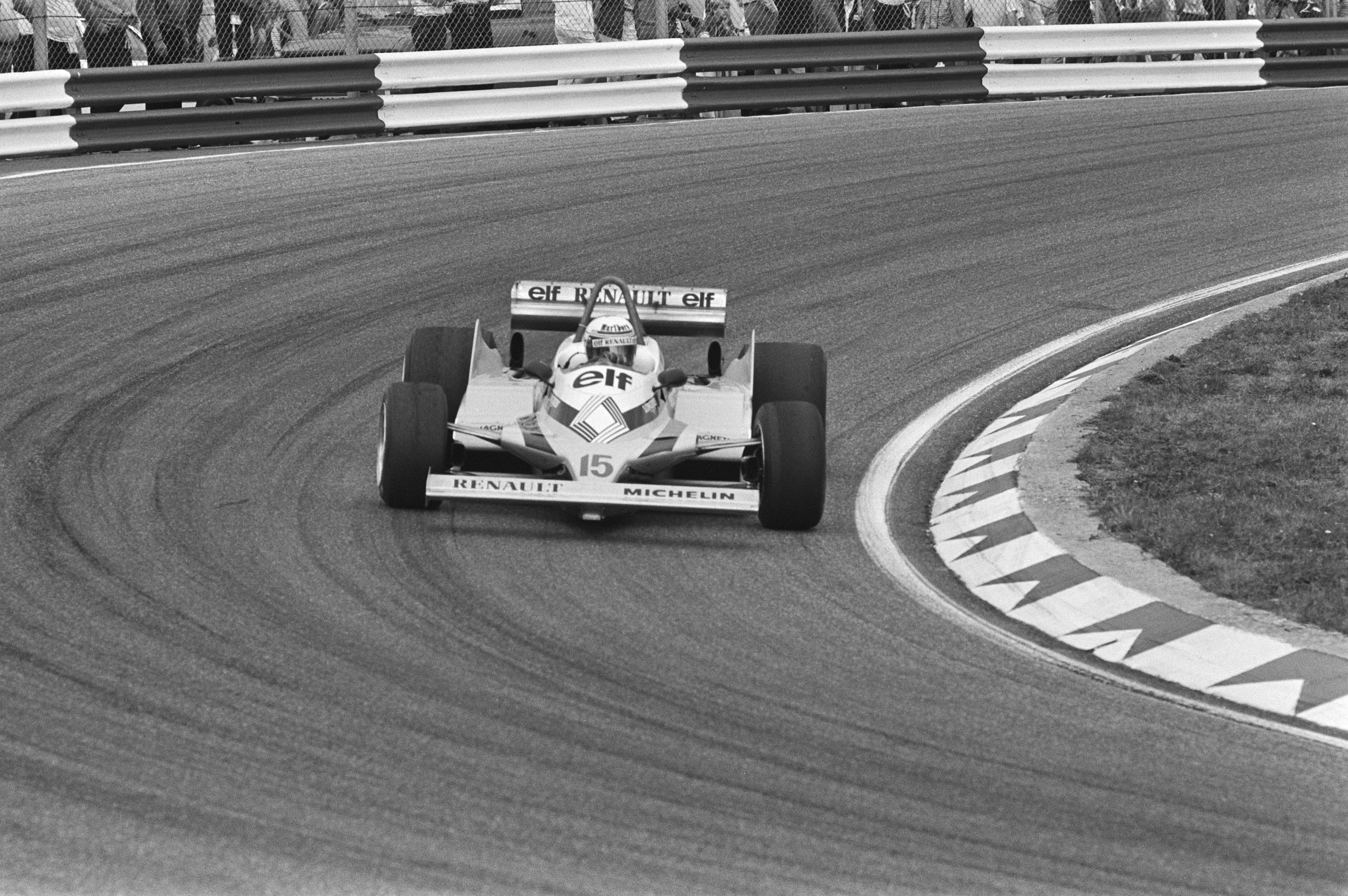
Prost während des Grand Prix der Niederlande 1981

1981 wechselte Prost zur Equipe Renault und wurde Teamkollege seines Landsmanns René Arnoux, der im Vorjahr zwei Rennen für Renault gewonnen hatte. Nach Aussage des Motorsportjournalisten Nigel Roebuck gab es von Anfang an Probleme zwischen den Teamkollegen, da Prost auf Anhieb schneller als Arnoux war. Bei den ersten sechs Rennen fiel der Rennfahrer fünfmal aus und stand als Dritter in Argentinien erstmals auf dem Podium. Bei seinem Heim-Grand-Prix auf dem Circuit de Dijon-Prenois gewann er sein erstes Rennen. Im weiteren Verlauf der Saison gewann er die Großen Preise der Niederlande und von Italien und stand bei zwei weiteren Rennen als Zweiter auf dem Podest. Bei allen anderen Rennen fiel er aus. Mithin stand er in der Saison bei jedem Rennen mit Zielankunft auf dem Podium. In der Fahrerweltmeisterschaft belegte er mit sieben Punkten Rückstand auf den Weltmeister Nelson Piquet den fünften Gesamtrang. Teamintern setzte er sich mit 43 zu 11 Punkten deutlich gegen Arnoux durch. Neben Prost konnte nur Weltmeister Piquet drei Siege vorweisen.
1982
1982 startete Prost gut in die neue Saison und gewann die ersten beiden Rennen. Im südafrikanischen Kyalami führte Prost das Rennen zunächst bis zu einem Reifenschaden an, der ihn sieben Positionen nach hinten beförderte. Anschließend stellte Prost mit neuen Reifen einen neuen Rundenrekord auf, überholte alle Piloten, die vor ihm lagen und über ältere Reifen verfügten, und gewann das Rennen. Damit übernahm er erstmals in seiner Karriere die Führung in der Weltmeisterschaft. In Brasilien erhielt er den Sieg nachträglich zugesprochen, da Piquet und Keke Rosberg, die vor ihm ins Ziel kamen, wegen Untergewichts disqualifiziert wurden. Im weiteren Verlauf der Saison gelang es ihm jedoch nicht, weitere Rennen zu gewinnen. Das angespannte Verhältnis von Prost und Arnoux wurde in dieser Saison ein weiteres Mal belastet, da sich Arnoux, der beim Großen Preis von Frankreich von Renault zu einem Platztausch aufgefordert worden war, weigerte seinen Teamkollegen vorbei zulassen. Er beendete die Saison auf dem vierten Platz mit zehn Punkten Rückstand auf Weltmeister Rosberg und verbesserte sich somit abermals. Erneut lag er am Saisonende vor Arnoux, der Renault anschließend in Richtung Ferrari verließ.
1983

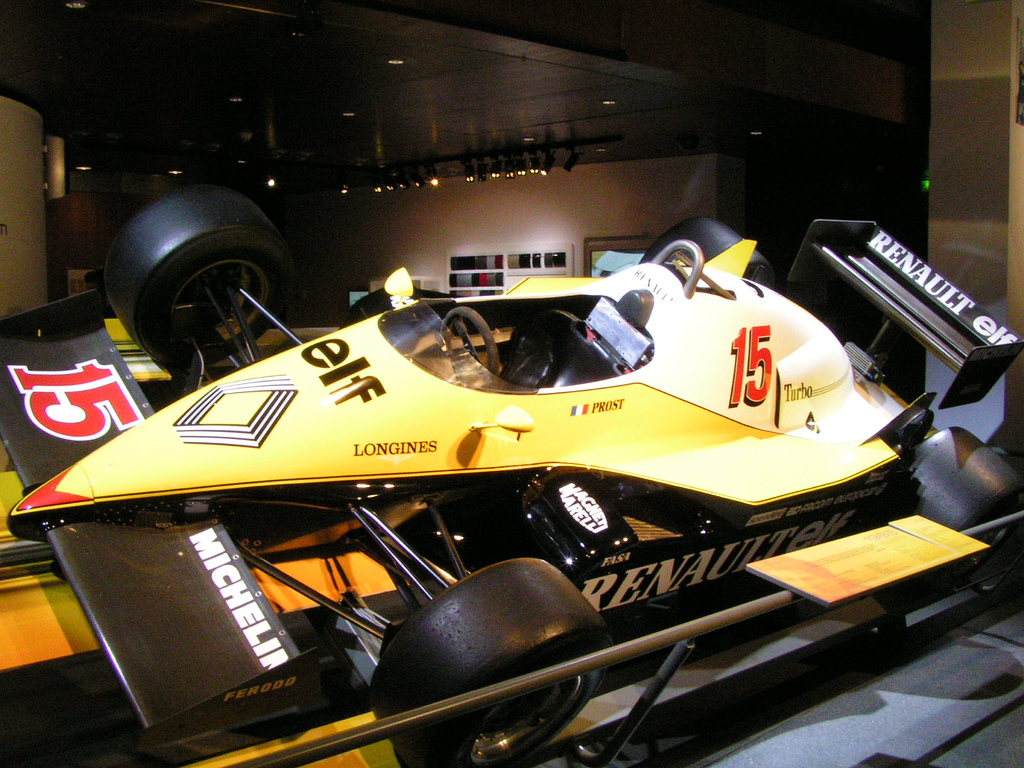
Prost wurde im Renault RE40 Vizeweltmeister

1983 erhielt Prost mit dem US-Amerikaner Eddie Cheever einen neuen Teamkollegen. Prost gewann in dieser Saison vier Grand Prix und führte die Weltmeisterschaft lange Zeit an. Zudem war er der Pilot mit den meisten Siegen. Am Ende reichte es jedoch nicht zum Titelgewinn, da Piquet mit einer Aufholjagd zum Saisonende schließlich zwei Punkte mehr als Prost vorweisen konnte. Prost wurde Zweiter und setzte sich teamintern deutlich gegen Cheever, der Gesamtrang sieben belegte, durch. Im Anschluss an die Saison kam es zu Differenzen zwischen Prost und Renault. Prost war der Meinung, dass Renault das Auto zu konservativ entwickelt habe, während Renault den Rennfahrer für den nicht gewonnenen Weltmeistertitel verantwortlich machte. Außerdem nahmen ihm die französischen Fans übel, dass er Arnoux, der in dieser Saison für Ferrari startend Dritter geworden war, aus dem Rennstall verdrängt hatte. Prost wurde schließlich zwei Tage nach dem Saisonfinale von Renault entlassen. Außerdem verließ Prost Frankreich und zog mit seiner Familie in die Schweiz.

#### McLaren (1984–1989)
1984

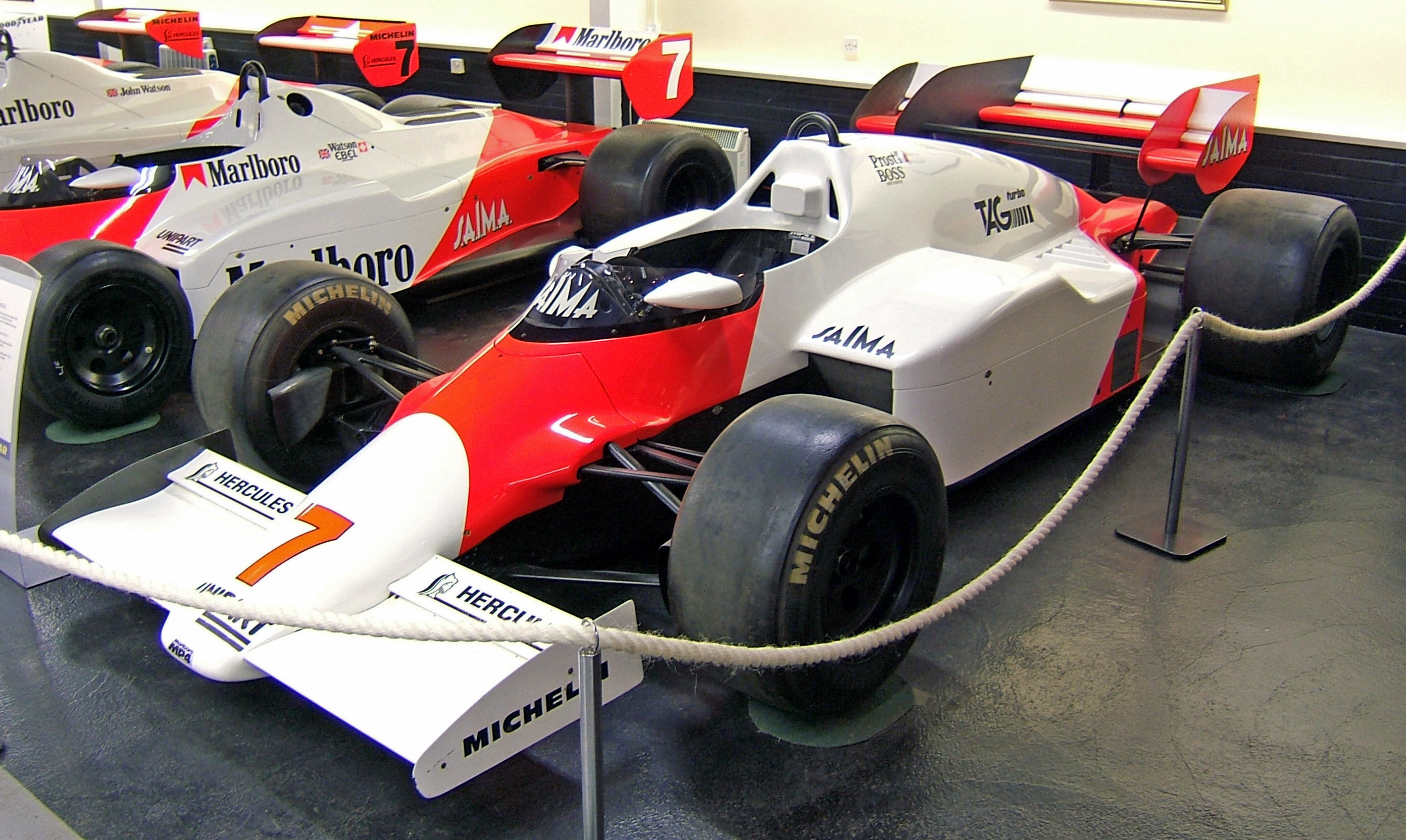
Prosts McLaren MP4-2 aus der Saison 1984

1984 kehrte Prost zu McLaren zurück und löste seinen ehemaligen Teamkollegen John Watson ab. Bei McLaren hatten sich in der Zwischenzeit einige Veränderungen ereignet. Mayer war als Teamchef von Ron Dennis abgelöst worden, der zusammen mit Techniques d’Avant Garde (TAG) den Rennstall übernommen und mit seinem eigenen Rennstall Project Four Racing fusioniert hatte. TAG finanzierte zudem Turbomotoren von Porsche. Prosts Teamkollege war Niki Lauda, der in den siebziger Jahren zweimal den Weltmeistertitel gewonnen hatte, und 1982 für McLaren in die Formel 1 zurückgekehrt war. Die Saison begann gut für Prost, der das Auftaktrennen in Brasilien gewann. Zwei Rennen später entschied er auch den Großen Preis von San Marino für sich. Beim sechsten Saisonrennen, dem Großen Preis von Monaco in Monte Carlo erzielte Prost zunächst die Pole-Position. Am Rennsonntag musste der Start wegen starken Regens zunächst um 45 Minuten verschoben werden. Prost führte das Rennen zunächst mit größerem Vorsprung an. Allerdings kamen Ayrton Senna und Stefan Bellof, die hinter ihm lagen, immer besser mit den Bedingungen zurecht und holten auf den Führenden auf. Schließlich wurde das Rennen nach 31 Runden mit der roten Flagge abgebrochen. Senna war wütend über diese Situation, da er auf Prost aufgeschlossen hatte und mit schnelleren Rundenzeiten gute Siegchancen hatte. Da noch nicht 75 % der ursprünglichen Distanz absolviert worden waren, wurden nur halbe Punkte vergeben. Im weiteren Verlauf der Saison gewann Prost mit Siegen in Deutschland, den Niederlanden, Europa und Portugal vier weitere Rennen. Obwohl er Lauda im Training 15 von 16 Mal schlagen und zwei Siege mehr vorweisen konnte, wurde er am Saisonende von seinem Teamkollegen übertroffen. Lauda wurde mit 72 Punkten Weltmeister und hatte nur einen halben Punkt Vorsprung auf Prost. Die Titelentscheidung war die bisher knappste Entscheidung um den Weltmeistertitel in der Formel 1. Auf die restlichen Piloten hatte Prost jeweils mehr als doppelt so viel Punkte erzielt.
1985

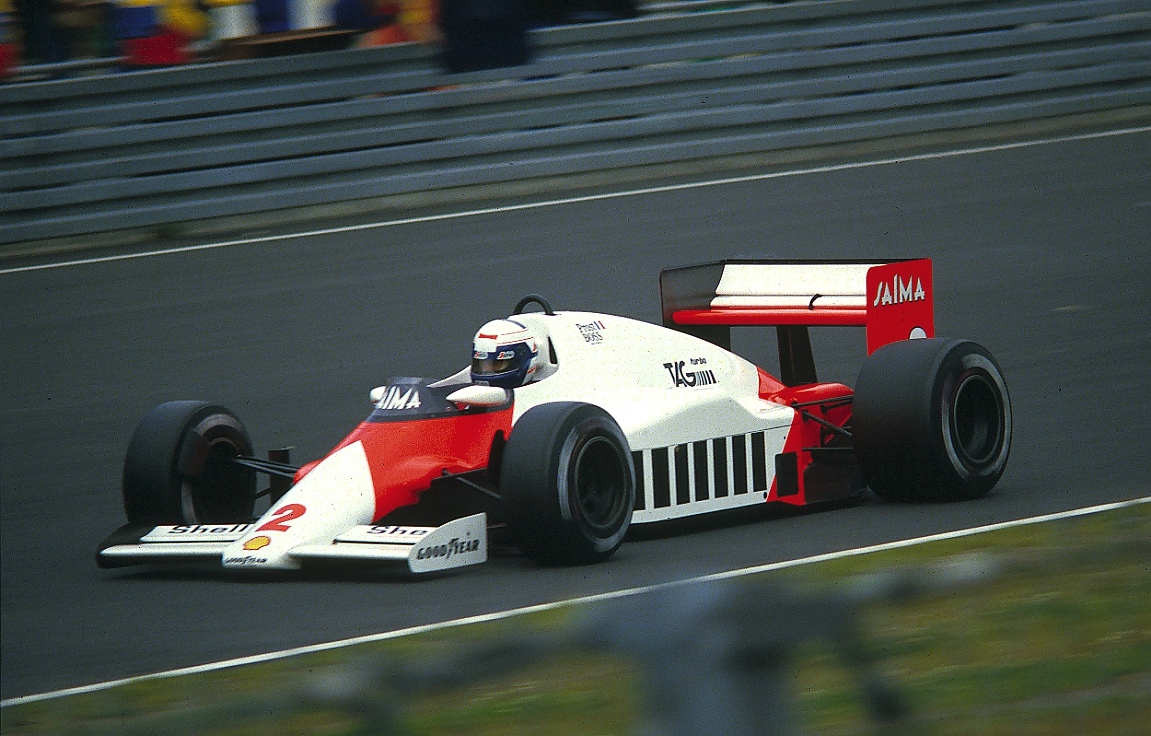
Prost im McLaren MP4-2B beim Großen Preis von Deutschland 1985

1985 blieb Prost bei McLaren. Sein Teamkollege Lauda wurde für ein Rennen durch Watson vertreten. Wie in der Vorsaison gewann Prost das Auftaktrennen in Brasilien. Im weiteren Verlauf der Saison gewann er im McLaren MP4/2 die Großen Preise von Monaco, Großbritannien, Österreich und Italien. Insgesamt stand er elf Mal auf dem Podium. Da in dieser Saison nur die besten elf Resultate gewertet wurden, gingen die weiteren Rennen nicht in die Wertung ein. Am Ende der Saison gewann Prost zum ersten Mal in seiner Karriere und als erster Franzose den Weltmeistertitel der Fahrer. Auf seinen größten Rivalen um den Titel, Michele Alboreto, hatte er einen Vorsprung von 20 Punkten. Auch teamintern war Prost deutlich der stärkste Pilot und er schlug Lauda mit 73 zu 14 Punkten. Für seine Leistungen wurde Prost mit der Légion d’honneur in Frankreich ausgezeichnet.
1986
Nachdem Lauda seine Formel-1-Karriere zum Ende der Weltmeisterschaft 1985 endgültig beendet hatte, wurde Keke Rosberg, der Formel-1-Weltmeister der Saison 1982, 1986 neuer McLaren-Teamkollege von Prost. Zwar entschied Prost das Duell gegen Rosberg, der die Formel 1 nach dieser Saison verließ, deutlich für sich, in der Titelentscheidung musste er sich jedoch mit den Williams-Piloten Nigel Mansell und Nelson Piquet, die Honda-Motoren verwendeten, auseinandersetzen. Beim Großen Preis von San Marino führte Prost das Rennen deutlich an. Drei Kurven vor der Ziellinie merkte er, dass ihm der Treibstoff ausging. Er schaffte es dennoch, das Auto ins Ziel zu lenken, und feierte seinen ersten Sieg in dieser Saison. Beim Großen Preis von Deutschland ging Prost abermals das Benzin aus. Auf Platz vier liegend blieb er auf der Zielgeraden liegen. Prost stieg aus seinem Auto aus und versuchte es über die Ziellinie zu schieben. Es gelang ihm zwar nicht, da jedoch genügend Piloten überrundet waren, wurde er als Sechster gewertet. Mit insgesamt drei Siegen kam Prost als Zweiter mit sechs Punkten Rückstand auf Mansell zum Saisonfinale, dem Großen Preis von Australien in Adelaide. Mansell lag spät im Rennen vor Prost, der wegen eines Reifenschadens einen Boxenstopp absolviert hatte. Mansell war damit in der Lage, den Titel für sich zu entscheiden. Allerdings erlitt der Brite einen Reifenschaden bei Höchstgeschwindigkeit. Piquet, Mansells Teamkollege, der das Rennen zu diesem Zeitpunkt anführte, wurde daraufhin zu einem Sicherheitsstopp an die Box geholt. Prost übernahm dadurch die Führung des Rennens und entschied es für sich. Damit übernahm er zudem die Führung in der Weltmeisterschaft und verteidigte seinen Titel. Er hatte nur zwei Punkte Vorsprung auf Mansell, der in dieser Saison mit fünf Siegen die meisten Rennen gewonnen hatte. Erneut hatte Prost bei mehr als elf Rennen Punkte erzielen können und es gingen elf Podest-Platzierungen in die Wertung ein.
1987
Für die Saison 1987 erhielt Prost mit Stefan Johansson erneut einen neuen Teamkollegen. Der Schwede wechselte von Ferrari zu McLaren. Dabei profitierte er von guten Kontakten zu Marlboro, dem Hauptsponsor von McLaren. Zwar startete Prost mit zwei Siegen aus den ersten drei Rennen gut in die Saison, im weiteren Verlauf der Saison zeigte sich jedoch, dass er keine Chance auf den Weltmeistertitel hatte, den die Williams-Piloten Piquet und Mansell unter sich ausmachten. Allerdings erzielte Prost beim Großen Preis von Portugal in Estoril seinen dritten Sieg in dieser Saison, der sein 28. Formel-1-Sieg war. Damit brach er den bis dahin von Jackie Stewart gehaltenen Rekord und wurde zum Formel-1-Fahrer mit den meisten Siegen. Er verlor diesen Rekord erst beim Großen Preis von Kanada 1998 an Michael Schumacher. In der Fahrerweltmeisterschaft wurde er in diesem Jahr Vierter und setzte sich teamintern mit 46 zu 30 Punkten gegen Johansson durch.
1988

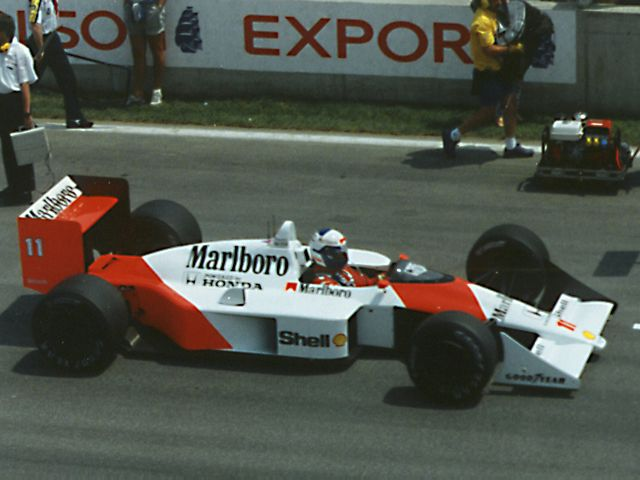
Prost beim Großen Preis von Kanada 1988

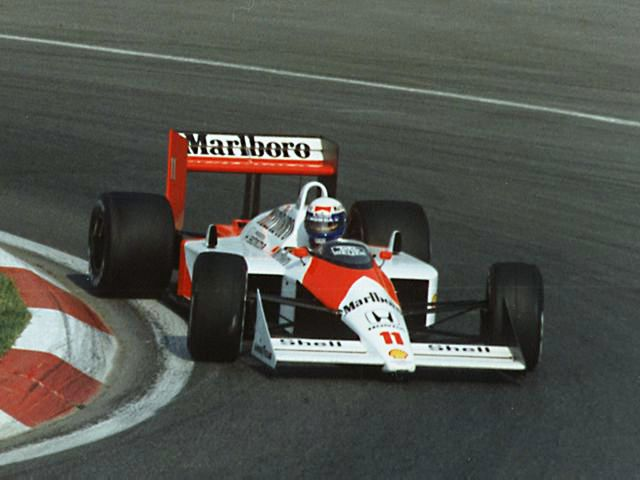
Prost beim Großen Preis von Kanada 1988

Obwohl Williams mit Piquet den Fahrer- sowie den Konstrukteursweltmeistertitel gewonnen hatte, verließ Motorenpartner Honda das Team, da Williams keinen japanischen Fahrer einsetzen wollte. Honda wechselte schließlich 1988 zu McLaren. Prost hatte seinem Teamchef Ron Dennis geraten, Senna, der im Vorjahr für Lotus mit Honda-Motoren Dritter geworden war, einen Drei-Jahres-Vertrag zu geben, um Honda zu McLaren zu locken. Während der Saison entwickelte sich eine Rivalität zwischen den beiden Piloten. McLaren dominierte die Saison und gewann 15 von 16 Rennen. Senna entschied acht, Prost sieben Rennen für sich. Beim Großen Preis von Monaco profitierte Prost von einem Unfall Sennas, der sich in Führung liegend drehte und ausschied. Kritik erhielt Prost, nachdem er beim Großen Preis von Großbritannien wegen starken Regens aufgegeben hatte, während Senna das Rennen gewann. Im weiteren Verlauf der Saison fiel Prost nur ein weiteres Mal mit einem technischen Defekt aus. Am Ende der Saison konnte Prost sieben Siege und sieben zweite Plätze vorweisen. Da nur die besten elf Resultate gewertet wurden, gingen drei zweite Plätze von Prost nicht in die Wertung ein. Senna, der bei mehreren Rennen nicht auf dem Podium stand, profitierte somit davon, dass er einen Sieg mehr als Prost hatte. Nach Abzug der Streichresultate wurde Senna mit 90 zu 87 Punkten vor Prost Weltmeister. Alle anderen Piloten hatten weniger als halb so viel Punkte wie Prost oder Senna erzielt.
1989

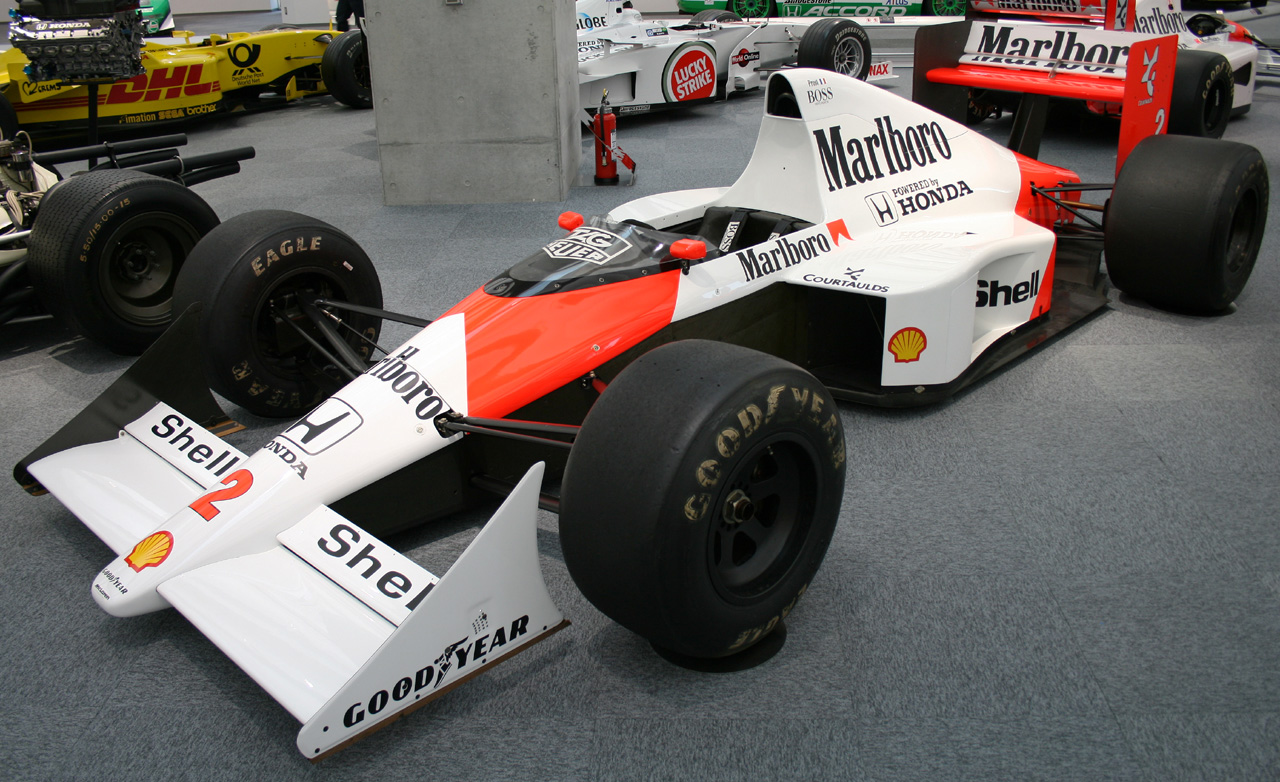
Der MP4-5, mit dem Prost 1989 zum dritten Mal Weltmeister wurde

1989 war McLaren mit 10 Siegen aus 16 Rennen ähnlich dominant wie in der vorherigen Saison. Bereits beim zweiten Grand Prix des Jahres in San Marino wurde das Verhältnis zwischen den beiden Piloten weiter belastet. Trotz der Abmachung, den führenden Teamkollegen nicht zu überholen, fuhr Senna an Prost vorbei und gewann das Rennen. Die Kommunikation innerhalb des Teams lief infolgedessen nur noch indirekt über die Mechaniker ab. Nach den ersten vier Rennen konnte Senna drei Siege vorweisen, während Prost dreimal den zweiten Platz belegt hatte. Beim Großen Preis der USA drehte sich das teaminterne Duell zu Gunsten von Prost. Bis zum vorletzten Rennen gewann er drei weitere Rennen und führte die Weltmeisterschaft mit 16 Punkten an. Aufgrund des damaligen Reglements, bei dem nur die besten elf Resultate in die Weltmeisterschaft eingingen, war Prost insofern benachteiligt, da er schon über elf Podest-Platzierungen (vier Siege, sechs zweite Plätze, ein dritter Platz) verfügte, während Senna erst bei sieben Rennen Punkte erzielte. Damit war der Brasilianer trotz des Rückstands von 16 Punkten in der Lage, mit zwei Siegen aus eigener Kraft Weltmeister zu werden, auch wenn Prost bei beiden Rennen Zweiter geworden wäre. Beim zweitletzten Rennen, dem Großen Preis von Japan in Suzuka, kam es schließlich zu einer Kollision zwischen beiden Piloten. Nachdem Prost das Rennen in der 46. Runde anführte, versuchte Senna seinen Teamkollegen in der Schikane zu überholen. Prost versuchte das Überholmanöver zu verhindern, worauf sich beide Wagen verhakten und in der Auslaufzone stehen blieben. Während Prost das Auto umgehend verließ, wurde Senna von den Streckenposten zur Bergung etwas weiter geschoben. Da es bergab ging, nahm Sennas Wagen Tempo auf und startete erneut. Nach einem Reparaturstopp gelang es ihm nach einem Überholmanöver gegen Alessandro Nannini, das Rennen zu gewinnen. Allerdings wurde Nannini bei der Podiumszeremonie als Sieger geehrt. Senna wurde disqualifiziert, da er die Schikane ausgelassen hatte. McLaren legte zwar Einspruch gegen diese Entscheidung ein, die Disqualifikation wurde jedoch bestätigt. Senna erhielt darüber hinaus eine Strafe von 100.000 US-Dollar.
Prost wurde somit vorzeitig zum dritten Mal Weltmeister. Da beide McLaren-Piloten beim Saisonfinale ausfielen, hätte eine andere FIA-Entscheidung beim Großen Preis von Japan zu keiner anderen Titelentscheidung geführt. Nach sechs Jahren verließ Prost McLaren zum Ende der Saison.

#### Ferrari (1990–1991)
1990

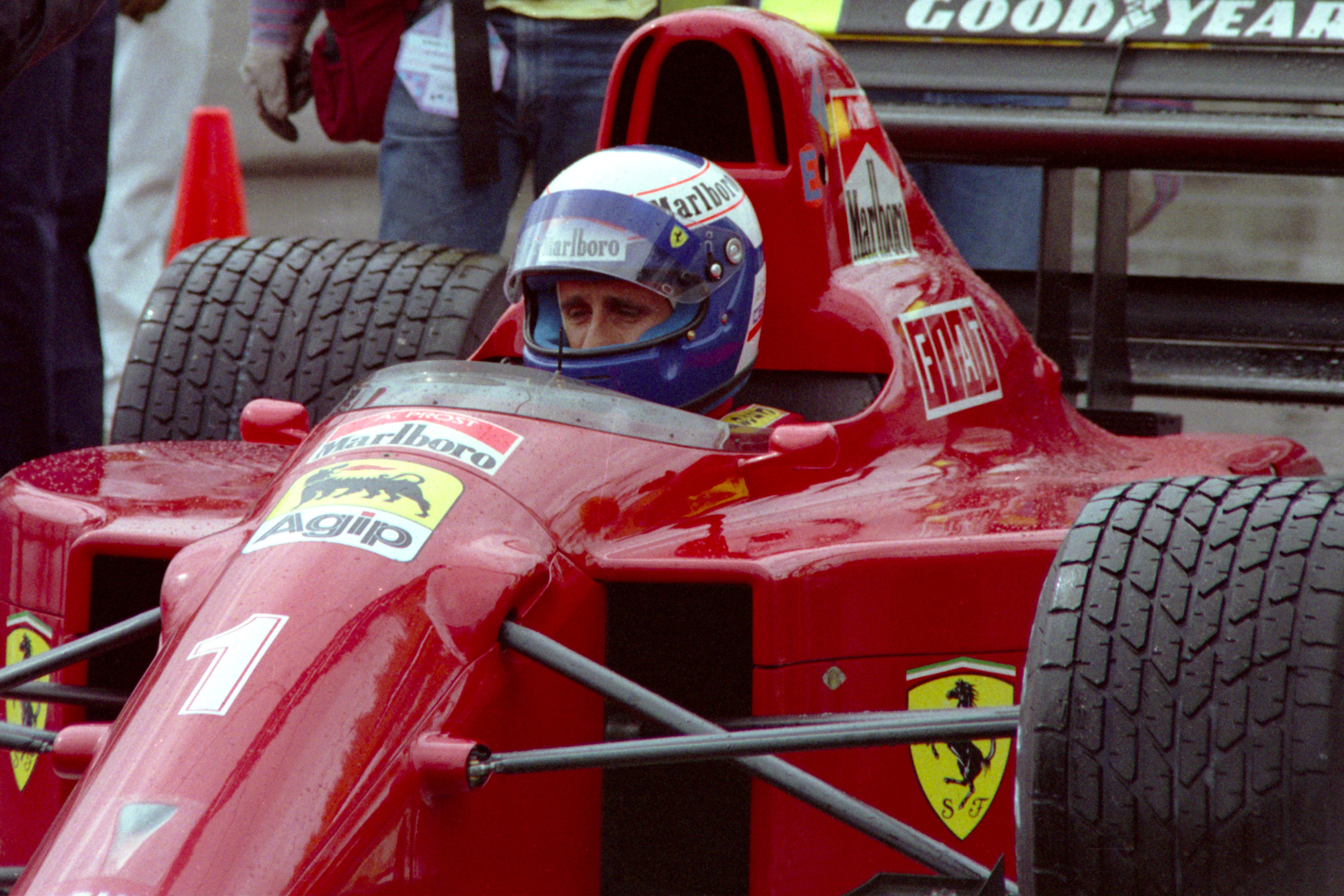
Prost bei seinem Debüt für Ferrari in den USA 1990

1990 wechselte Prost zur Scuderia Ferrari und ersetzte Gerhard Berger, der im Gegenzug Prosts Nachfolger bei McLaren wurde. Sein Teamkollege war Mansell, der bereits ein Jahr zuvor zum italienischen Rennstall gewechselt war. Nach einem Ausfall bei seinem Ferrari-Debüt gewann Prost das zweite Saisonrennen in Brasilien. Vier Rennen später, beim Großen Preis von Mexiko gewann er ein weiteres Rennen, das er vom 13. Platz startend aufgenommen hatte. Mit Mansell auf dem zweiten Platz feierte Ferrari überdies einen Doppelsieg. Die zwei folgenden Großen Preise von Frankreich und Großbritannien entschied Prost ebenfalls für sich, nachdem sein Teamkollege jeweils in Führung liegend ausgeschieden war. Beim Großen Preis von Spanien folgte ein weiterer Doppelsieg für Ferrari mit Prost auf dem ersten Platz. Wie im Vorjahr lief das Titelduell auf einen Zweikampf zwischen Prost und Senna hinaus. Beim Großen Preis von Japan in Suzuka entschied Prost den Start für sich. Allerdings kam es bereits in der ersten Kurve zu einer von Senna verursachten Kollision zwischen den beiden Piloten, bei der beide ausfielen. Die Weltmeisterschaft war somit zugunsten des Brasilianers entschieden. Prost wurde mit 71 zu 78 Punkten Vizeweltmeister. Damit hatte er beinahe doppelt so viel Punkte erzielt wie sein Teamkollege Mansell, der nur 37 Punkte sammelte, allerdings auch deutlich häufiger wegen technischer Defekte ausgefallen war.
1991

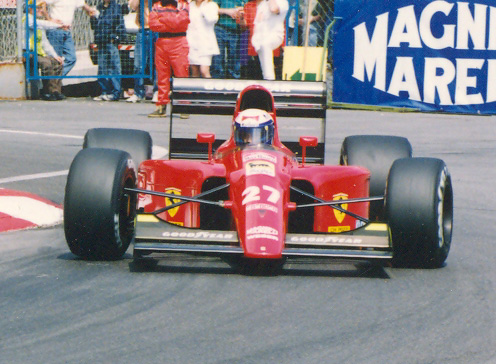
Prost beim Großen Preis von Monaco 1991

Zur Saison 1991 verließ Mansell Ferrari wegen seiner schwierigen Beziehung zu Prost und kehrte zu Williams zurück. Prosts neuer Teamkollege wurde sein Landsmann Jean Alesi, der zuvor für Tyrrell gestartet war. Ferrari konnte in diesem Jahr nicht mehr an die Ergebnisse des Vorjahres anknüpfen. Auch eine Überarbeitung des Chassis brachte den Rennstall nicht näher an die Konkurrenten McLaren und Williams. Zum ersten Mal seit seiner Debütsaison blieb Prost ohne Sieg. Drei zweite Plätze waren seine besten Resultate. Nachdem er beim Großen Preis von Japan das Fahrverhalten seines Autos mit dem eines Lastkraftwagens verglichen hatte, wurde er vom Rennstall ein Rennen vor Saisonende entlassen. Prost wurde durch Gianni Morbidelli ersetzt. In der Weltmeisterschaft belegte Prost den fünften Platz. Teamintern setzte er sich gegen Alesi mit 34 zu 21 Punkten durch.

#### Williams (1993)

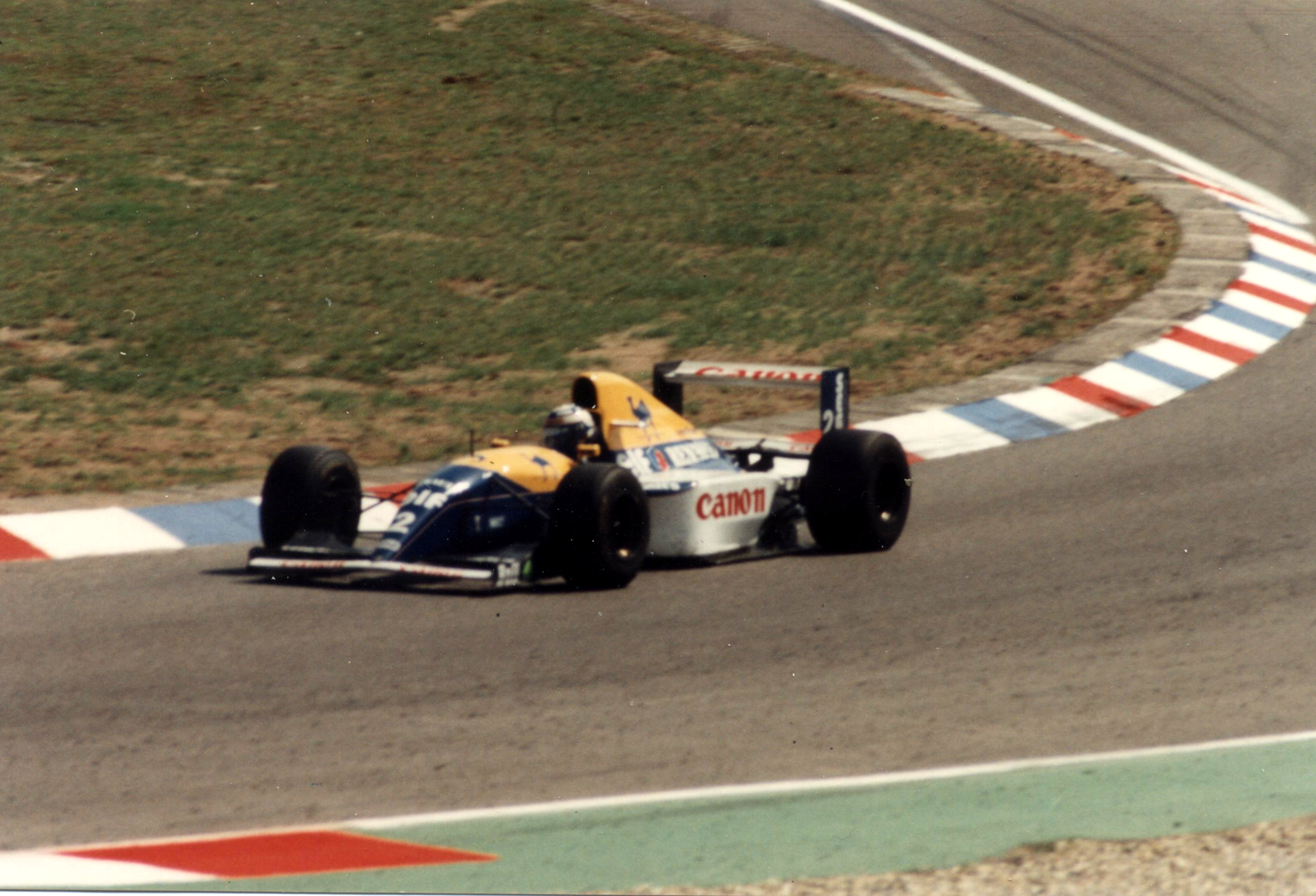
Prost im Williams, Hockenheim 1993

1992 nahm Prost an keinem Formel-1-Rennen teil und absolvierte nur Testfahrten für Ligier. Prosts ehemaliger Teamkollege Mansell gewann in dieser Saison den Weltmeistertitel für Williams. Der britische Rennstall nahm Prost im Laufe der Saison für das kommende Jahr unter Vertrag. Mansell kündigte daraufhin an, dass er das Team zur nächsten Saison verlassen werde. Um nicht erneut auf Senna zu treffen, enthielt Prosts Vertrag mit Williams eine Klausel, dass Senna 1993 nicht zu Williams wechseln konnte. Prosts Teamkollege für die Saison 1993 wurde Damon Hill, der im Vorjahr für Brabham an einigen Rennen teilgenommen hatte.
Prost verfügte in diesem Jahr mit dem Williams FW15C über einen Rennwagen, der ihm ermöglichte, um den Titel mitzufahren. Prost war mit sieben Siegen aus 16 Rennen der Pilot mit den meisten Siegen. Außerdem war seine bisherige Schwäche im Qualifying nicht mehr vorhanden und er erzielte 13-mal die Pole-Position. Am Saisonende gewann er mit 26 Punkten Vorsprung auf Senna zum vierten Mal den Weltmeistertitel. Drei Rennen vor Saisonende gab Prost seinen Rücktritt aus der Formel 1 bekannt. Senna wurde schließlich als sein Nachfolger von Williams unter Vertrag genommen. Prost feierte seinen letzten Sieg beim Großen Preis von Deutschland auf dem Hockenheimring. Im selben Jahr wurde er von der Sportzeitung L’Équipe zum vierten Mal nach 1985, 1986 und 1991 zu Frankreichs Sportler des Jahres („Champion des champions“) gewählt.
Prost beendete damit seine aktive Formel-1-Karriere mit zahlreichen Rekorden: Kein anderer Fahrer konnte zu diesem Zeitpunkt mehr Siege, WM-Punkte, Podestplätze oder schnellste Rennrunden vorweisen. Zudem gelang es ihm im Laufe seiner Formel-1-Karriere, jeden seiner drei Weltmeister-Teamkollegen Niki Lauda, Keke Rosberg und Ayrton Senna nach Punkten zu schlagen. Auch Nigel Mansell und Damon Hill, die Prost jeweils im direkten Vergleich unterlegen waren, wurden später Weltmeister.
1995 nahm Prost für das McLaren-Team letztmals an Formel-1-Testfahrten teil.

### Zweite Rennkarriere (seit 2003)

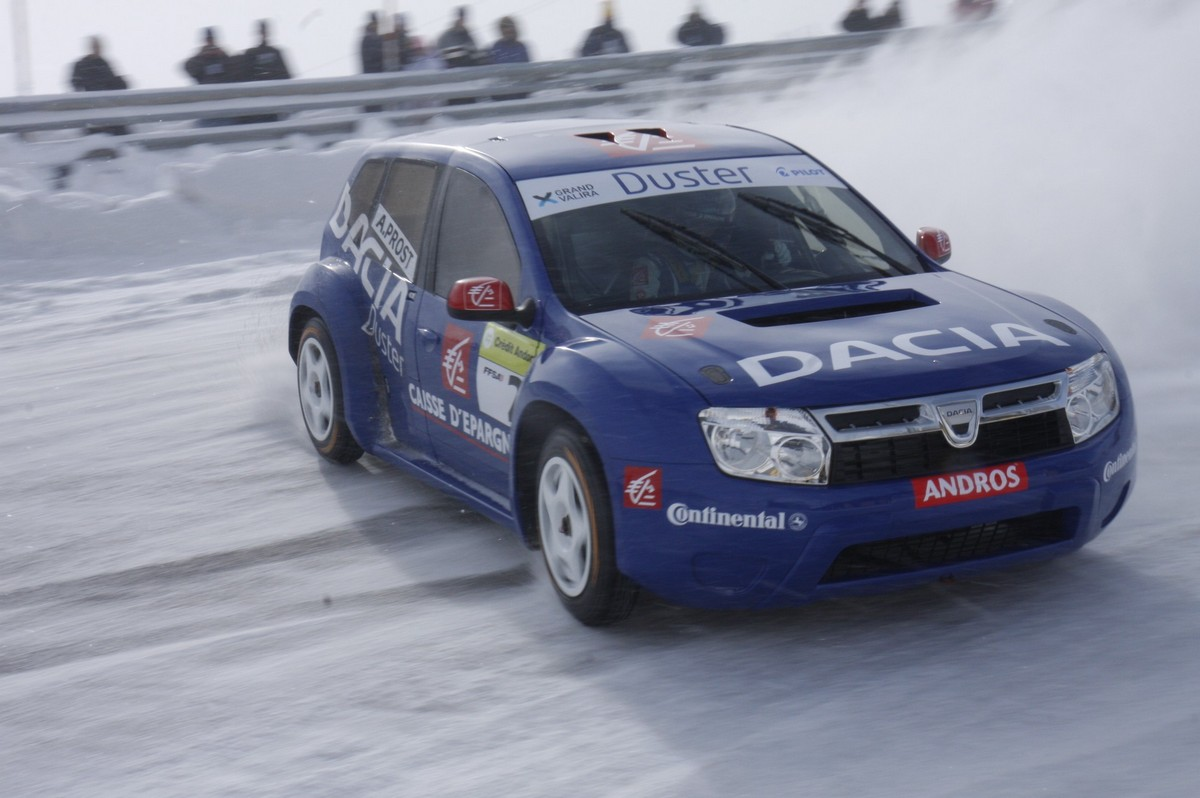
Alain Prost im Dacia Duster bei der Trophée Andros 2009/2010

Seit Ende 2003 war Prost wieder als Rennfahrer aktiv und nahm jährlich an der winterlichen Eisrennserie Trophée Andros teil, die er Anfang 2007 in einem Toyota Auris mit Allradantrieb und Allradlenkung erstmals gewann. 2003/2004 und 2005/2006 hatte Prost das Championat mit dem zweiten und 2004/2005 mit dem dritten Platz im Gesamtklassement abgeschlossen. Nach insgesamt 14 Wertungsläufen der 2007/2008-Meisterschaft entschied Prost am 2. Februar 2008 mit seinem Toyota Auris, der von einem V6-Motor aus dem Lexus RX 300 mit 3 l Hubraum und gut 350 PS angetrieben wurde, diese Rennserie erneut für sich und verteidigte die begehrte Andros-Trophäe. 2009/2010 sicherte er sich hinter Škoda-Fabia-Pilot Jean-Philippe Dayraut zum vierten Mal die Andros-Vizemeisterschaft. Für die 13 Wertungsläufe umfassende Serie 2009/2010 wechselte Prost von Toyota zu Dacia und trat für die Renault-Tochter mit dem erst ab April 2010 im Handel erhältlichen SUV-Modell Dacia Duster an.
2005 startete Prost außerdem in der französischen GT-Meisterschaft. In einer Chrysler Viper GTS-R nahm er an zwölf Rennen teil und entschied ein Rennen für sich. Die Saison beendete er auf dem elften Gesamtrang. Im Juli 2005 gewann er die DTM-Schauveranstaltung Race of Legends auf dem Norisring gegen einige seiner früheren Rivalen.

## Prost Grand Prix (1997–2001)

Logo von Prost Grand Prix

1997 übernahm Prost den französischen Traditionsrennstall Ligier und benannte ihn in Prost Grand Prix um. Prost war selbst als Teamchef des Rennstalls aktiv. Prost Grand Prix nahm bis 2001 an der Formel 1 teil. Ende 2001 musste der Rennstall Insolvenz anmelden.
In fünf Saisons nahm der Rennstall an 83 Rennen teil. Die beste Gesamtplatzierung war der sechste Platz in der Fahrerweltmeisterschaft 1997. Ein Sieg blieb dem Team, das zwei zweite Plätze als beste Resultate vorweisen konnte, verwehrt.

## Fahrweise

### Stärken

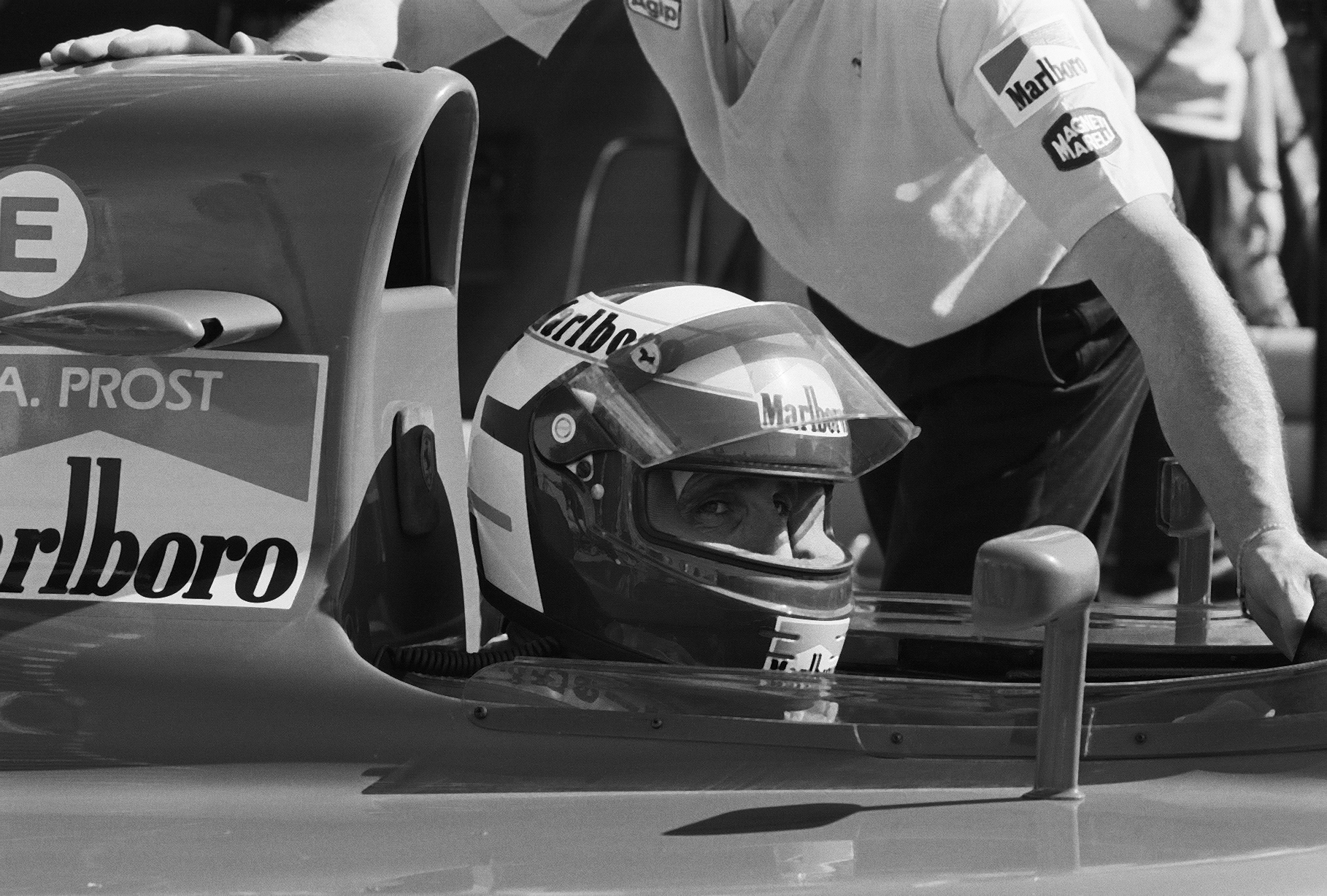
Prost beim Großen Preis der USA 1991

Prost verkörperte als Rennfahrer den Typus des Analytikers hinter dem Lenkrad. Seine wissenschaftliche Herangehensweise bei der Abstimmung des Autos, seine taktische Klugheit und seine Fähigkeit, das Rennen aus dem Cockpit heraus „zu lesen“, verhalfen Prost schon zu aktiven Zeiten zum Spitznamen „Professor“.
Neben seiner Grundschnelligkeit waren seine Konstanz sowie der präzise und saubere Fahrstil weitere Stärken. Prost schien seine Runden wie auf Schienen zu drehen. Sein ruhiger und weicher Fahrstil, dessen Vorzüge er bei seinem Vorbild Jim Clark zu schätzen gelernt hatte, verbarg dem bloßen Auge oft die Geschwindigkeit, mit der er unterwegs war.
Prost galt in seiner aktiven Zeit generell als fairer Fahrer. Allerdings hat die umstrittene Kollision mit Senna in Suzuka 1989, für die Prost bis heute jede Absicht von sich weist, dieses Bild bei vielen getrübt.
Die intensive Rivalität zwischen dem arrivierten Prost und dem aufsteigenden Senna, die nicht nur auf der Piste, sondern auch über die Medien ausgefochten wurde, gehörte zu den großen Rivalitäten im Motorsport. Bei Motorsportexperten gilt der Kampf zwischen Prost und Senna als die archetypische Auseinandersetzung schlechthin zwischen zwei grundsätzlich verschiedenen Typen: auf der einen Seite der berechnende Prost, auf der anderen der impulsive Senna. Die jahrelange Rivalität dieser beiden Ausnahmefahrer fand ihren Höhepunkt in den kontrovers diskutierten Kollisionen von Suzuka 1989 und 1990 und endete erst 1993 mit Prosts Rückzug aus der Formel 1.
Prost hatte wie kaum ein anderer Fahrer in der Formel-1-Geschichte gegen hochklassige Konkurrenz im eigenen Team zu kämpfen: fünf seiner Teamkollegen waren bereits oder wurden später Weltmeister. Bis auf wenige Ausnahmen gelang es Prost immer seine Teamkollegen in der Weltmeisterschaft zu schlagen. In seiner Debütsaison, in der er unfallbedingt zwei Rennen pausieren musste, verlor er das Duell gegen Watson. Vier Jahre später verlor er das interne Stallduell und damit die Weltmeisterschaft gegen Lauda um einen halben Punkt – den geringsten Abstand in der Formel-1-Geschichte. 1988 blieb Prost unter den Bedingungen der Streichresultatsregelung trotz höherer Punktzahl nur der Vizeweltmeistertitel hinter seinem Teamkollegen Senna. Prost ist neben Lauda der einzige Formel-1-Fahrer, der nach einem Comeback erneut Weltmeister wurde (1993).

### Schwächen
In der Qualifikation brachte Prosts materialschonende Fahrweise Nachteile mit sich: Gemessen an seinen Qualitäten im Rennen lag Prosts relative Schwäche in der schnellen Runde, wo er mit seinem weichen Fahrstil Schwierigkeiten hatte, die Qualifikationsreifen auf Betriebstemperatur zu bringen. Zudem war Prost in seiner Zeit bei McLaren gehandicapt, da, anders als etwa die Konkurrenz von BMW, die von TAG finanzierten Porsche-Turbomotoren keine gesonderten, leistungsfähigeren Qualifikationsmotoren entwickelt hatten. Darüber hinaus war er hier weniger noch als im Rennen geneigt, alles auf eine Karte zu setzen. Der Startplatz war in Prosts Rennkalkül von sekundärer Bedeutung. Nachdem er mit Lauda die Saison 1984 als Teampartner verbracht hatte, legte er deutlicher weniger Wert auf die Pole-Position.
Eine weitere Schwäche offenbarte Prost im Fahren auf feuchter oder nasser Fahrbahn. Als er beim Großen Preis von Großbritannien 1988 mitten im Rennen im Regen an die Box fuhr und Handlingsprobleme angab, brachte ihm dies heftige Kritik ein. Als er ein Jahr später den Rennstart in Adelaide angesichts sintflutartiger Niederschläge für unverantwortlich hielt und als einziger Pilot wie vereinbart nach der Aufwärmrunde in die Boxengasse abbog, brachte ihm das nicht nur die schon gewohnte Kritik, sondern auch den heimlichen Respekt einiger Kollegen ein. Prosts tiefe Abneigung gegen Regenrennen, daran hat er selbst keinen Zweifel gelassen, resultierte nicht aus dem rutschigen Untergrund, sondern aus der mangelnden Sicht und aus seinen Erfahrungen auf dem Hockenheimring 1982, als ihn der Weltmeisterschaftsführende Didier Pironi im aufgewirbelten Spritzwasser nicht vermutete, auf Prosts Renault auffuhr, in die Luft aufstieg und seine Karriere wegen der bei diesem Unfall erlittenen schweren Verletzungen beenden musste. Der schon von Natur aus umsichtige Prost scheute unnötige Risiken danach noch mehr.

### Rennphilosophie
Prosts Rennphilosophie während seiner Karriere lässt sich mit der alten Rennfahrer-Binsenweisheit „to finish first, you have to finish first“ beschreiben. Siegen war für Prost das Wichtigste. Die Erkenntnis aber, dass jeder Sieg voraussetzt, das Arbeitsgefährt heil über die Ziellinie zu befördern, hat Prost dank eiserner Selbstdisziplin tiefer verinnerlicht als viele seiner Rivalen. Insbesondere in den Zeiten des Nachtankverbots Mitte der 80er-Jahre begann Prost seine Rennen üblicherweise vorsichtig, um gegen Ende des Rennens Positionen gut zu machen.

### Nachwirkungen der Ära Prost

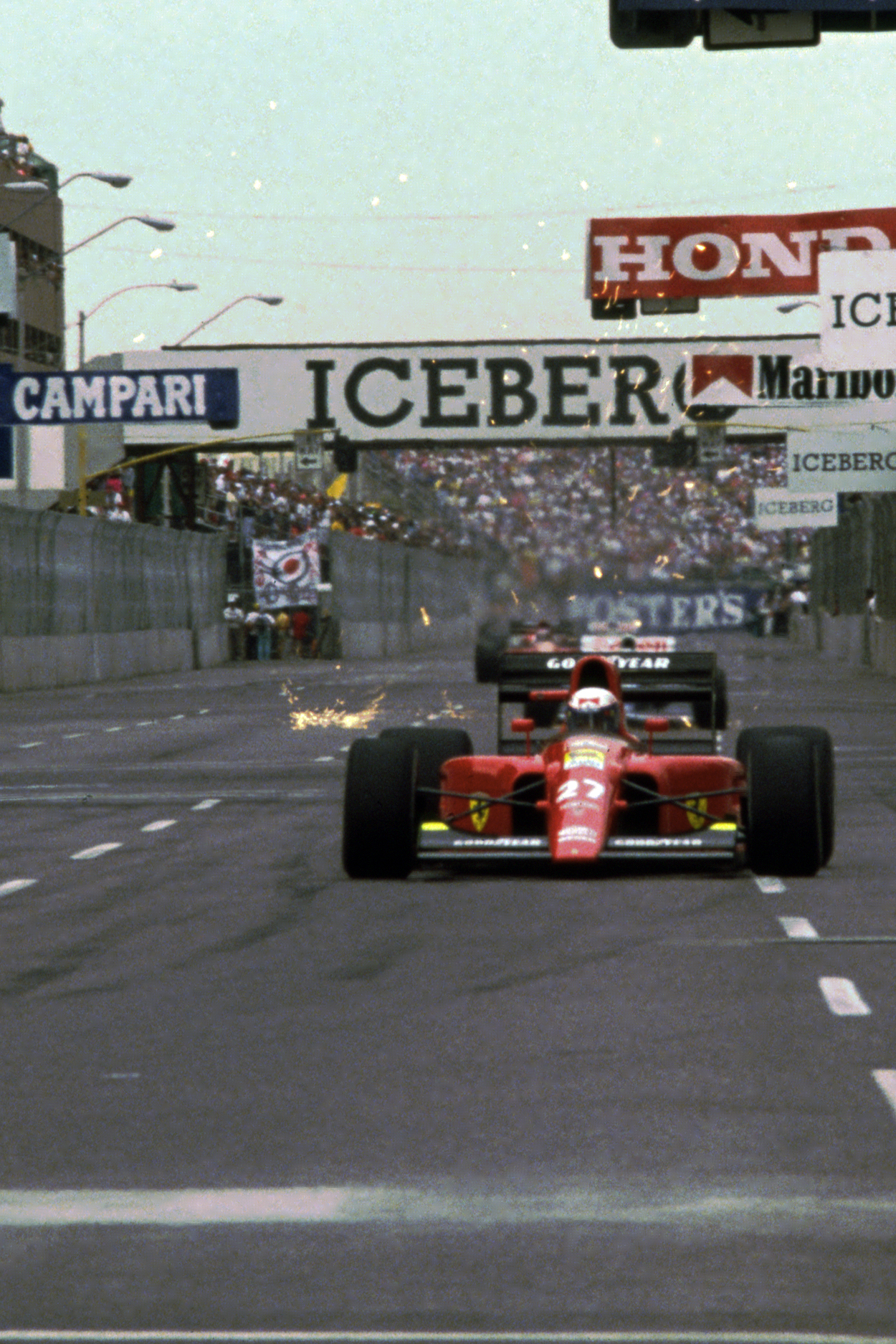
Prost im Ferrari in der ersten Runde des GP der USA 1991

Die Bedeutung Prosts für die Entwicklung des modernen Piloten liegt darin, dass er seinerzeit eine Professionalität in die Formel 1 brachte, die in bisher nicht gekannter Kompromisslosigkeit den Erfolg suchte und den Pilotenberuf als eine Vollzeittätigkeit auffasste. Überwog noch in der Generation vor Prost der Typus des Rennfahrers, der nach Überqueren der Ziellinie quasi Dienstschluss hatte, so zeichnete sich bereits die Generation nach ihm routinemäßig durch diejenigen Eigenschaften aus, die neben dem Talent immer mehr zum Schlüssel zum Erfolg in der Formel 1 wurde: die Methodik eines Wissenschaftlers, die Fitness eines Hochleistungssportlers und die unbedingte Konzentration eines Schachspielers.
Schon früh erkannte Prost den Wert von akribischer Arbeit außerhalb des Cockpits: In einer Ära, als in der Formel 1 bei Teams und Fahrern das Abspulen von wissenschaftlichen Testprogrammen und die Durchführung von anspruchsvollen Fitnessprogrammen noch keineswegs eine Selbstverständlichkeit darstellten, zeichnete sich Prost bei der Arbeit am Auto durch sein besonderes mechanisches Verständnis und sein intensives Arbeitsverhältnis mit den Ingenieuren aus.

## Persönliches
Alain Prost wurde nahe Saint-Chamond im französischen Département Loire geboren. Seine Eltern sind der französische Möbeltischler André Prost und die Armenierin Marie-Rose Prost-Karatchian. Daniel Prost (1953–1986), der ältere Bruder von Alain Prost, starb 1986 an Krebs.
Alain Prost übte in seiner Kindheit verschiedene Sportarten aus und brach sich in seiner Kindheit mehrfach die Nase. Bei einem Familienurlaub in Südfrankreich saß er mit 14 Jahren erstmals in einem Kart.
Prost ist seit 1980 mit Anne-Marie verheiratet. Die beiden haben zwei Söhne (geboren 1981 und 1990). Außerdem hat Prost aus einer anderen Beziehung eine Tochter (* 1996). Sein ältester Sohn Nicolas Prost ist ebenfalls Rennfahrer.

## Sonstiges

Das Helmdesign von Alain Prost

Als die FIA zur Formel-1-Saison 2010 einen ehemaligen Rennfahrer als vierten Rennkommissar einführte, war Prost beim Großen Preis von Bahrain der erste ehemalige Formel-1-Pilot, der diese Position ausübte.
Seit Februar 2012 ist Alain Prost zudem als Markenbotschafter für Renault tätig und berät den französischen Hersteller in dieser Funktion vor allem im Hinblick auf deren Motorsport-Engagement. Zudem sitzt er vereinzelt bei Demonstrationsfahrten am Steuer.
Im Band Asterix in Italien der Comicreihe Asterix trägt der Rennfahrer Caligarius die physiognomischen Züge von Alain Prost.

## Statistik

### Karrierestationen
- 1969–1975: Kartsport
- 1976: Französische Formel Renault (Meister)
- 1977: Europäische Formel Renault (Meister)
- 1978: Französische Formel 3 (Meister)
- 1978: Europäische Formel 3 (Platz 9)
- 1979: Französische Formel 3 (Meister)
- 1979: Europäische Formel 3 (Meister)
- 1980: Formel 1 (Platz 16)
- 1981: Formel 1 (Platz 5)
- 1982: Formel 1 (Platz 4)
- 1983: Formel 1 (Platz 2)
- 1984: Formel 1 (Platz 2)
- 1985: Formel 1 (Weltmeister)
- 1986: Formel 1 (Weltmeister)
- 1987: Formel 1 (Platz 4)
- 1988: Formel 1 (Platz 2)
- 1989: Formel 1 (Weltmeister)
- 1990: Formel 1 (Platz 2)
- 1991: Formel 1 (Platz 5)
- 1992: Formel 1 (Testfahrer)
- 1993: Formel 1 (Weltmeister)
- 2005: Französische GT-Meisterschaft (Platz 5)

### Statistik in der Automobil-/Formel-1-Weltmeisterschaft
Diese Statistik umfasst alle Teilnahmen des Fahrers an der Formel-1-Weltmeisterschaft, die bis 1980 als Automobil-Weltmeisterschaft bezeichnet wurde.

#### Grand-Prix-Siege
- 1981:  Frankreich (Dijon-Prenois)
- 1981:  Niederlande (Zandvoort)
- 1981:  Italien (Monza)
- 1982:  Südafrika (Kyalami)
- 1982:  Brasilien (Jacarepagua)
- 1983:  Frankreich (Le Castellet)
- 1983:  Belgien (Spa-Francorchamps)
- 1983:  Großbritannien (Silverstone)
- 1983:  Österreich (Spielberg)
- 1984:  Brasilien (Jacarepagua)
- 1984:  San Marino (Imola)
- 1984:  Monaco (Monte Carlo)
- 1984:  Deutschland (Hockenheim)
- 1984:  Niederlande (Zandvoort)
- 1984:  Europa (Nürburg)
- 1984:  Portugal (Estoril)
- 1985:  Brasilien (Jacarepagua)
- 1985:  Monaco (Monte Carlo)
- 1985:  Großbritannien (Silverstone)
- 1985:  Österreich (Spielberg)
- 1985:  Italien (Monza)
- 1986:  San Marino (Imola)
- 1986:  Monaco (Monte Carlo)
- 1986:  Österreich (Spielberg)
- 1986:  Australien (Adelaide)
- 1987:  Brasilien (Jacarepagua)
- 1987:  Belgien (Spa-Francorchamps)
- 1987:  Portugal (Estoril)
- 1988:  Brasilien (Jacarepagua)
- 1988:  Monaco (Monte Carlo)
- 1988:  Mexiko (Mexiko-Stadt)
- 1988:  Frankreich (Le Castellet)
- 1988:  Portugal (Estoril)
- 1988:  Spanien (Jerez de la Frontera)
- 1988:  Australien (Adelaide)
- 1989:  USA (Phoenix)
- 1989:  Frankreich (Le Castellet)
- 1989:  Großbritannien (Silverstone)
- 1989:  Italien (Monza)
- 1990:  Brasilien (Interlagos)
- 1990:  Mexiko (Mexiko-Stadt)
- 1990:  Frankreich (Le Castellet)
- 1990:  Großbritannien (Silverstone)
- 1990:  Spanien (Jerez de la Frontera)
- 1993:  Südafrika (Kyalami)
- 1993:  San Marino (Imola)
- 1993:  Spanien (Barcelona)
- 1993:  Kanada (Montréal)
- 1993:  Frankreich (Magny-Cours)
- 1993:  Großbritannien (Silverstone)
- 1993:  Deutschland (Hockenheim)

#### Grand Prix nach Anzahl der Siege
|    | Grand Prix                                            | Siege |
| -- | ----------------------------------------------------- | ----- |
| 1. | Brasilien (Jacarepagua 5 / Interlagos 1)              | 6     |
|    | Frankreich (Le Castellet 4 / Dijon 1 / Magny-Cours 1) | 6     |
| 3. | Großbritannien (Silverstone)                          | 5     |
| 4. | Monaco (Monte Carlo)                                  | 4     |
| 5. | Italien (Monza)                                       | 3     |
|    | Österreich (Spielberg)                                | 3     |
|    | Portugal (Estoril)                                    | 3     |
|    | San Marino (Imola)                                    | 3     |
|    | Spanien (Jerez de la Frontera 2 / Barcelona 1)        | 3     |

|     | Grand Prix                  | Siege |
| --- | --------------------------- | ----- |
| 10. | Australien (Adelaide)       | 2     |
|     | Belgien (Spa-Francorchamps) | 2     |
|     | Deutschland (Hockenheim)    | 2     |
|     | Mexiko (Mexiko-Stadt)       | 2     |
|     | Niederlande (Zandvoort)     | 2     |
|     | Südafrika (Kyalami)         | 2     |
| 16. | Europa (Nürburg)            | 1     |
|     | Kanada (Montréal)           | 1     |
|     | USA (Phoenix)               | 1     |

fettgedruckte Werte = Rekordsieger auf dieser GP-Rennstrecke

#### Gesamtübersicht
| Saison | Team                           | Chassis              | Motor                | Rennen | Siege | Zweiter | Dritter | Poles | schn. Rennrunden | Punkte        | WM-Pos. |
| ------ | ------------------------------ | -------------------- | -------------------- | ------ | ----- | ------- | ------- | ----- | ---------------- | ------------- | ------- |
| 1980   | Marlboro Team McLaren          | McLaren M29B / M30   | Ford Cosworth 3.0 V8 | 11     | –     | –       | –       | –     | –                | 5             | 16.     |
| 1981   | Equipe Renault Elf             | Renault RE20B / RE30 | Renault 1.5 V6 Turbo | 15     | 3     | 2       | 1       | 2     | 1                | 43            | 5.      |
| 1982   | Equipe Renault Elf             | Renault RE30B        | Renault 1.5 V6 Turbo | 16     | 2     | 2       | –       | 5     | 4                | 34            | 4.      |
| 1983   | Equipe Renault Elf             | Renault RE30C / RE40 | Renault 1.5 V6 Turbo | 15     | 4     | 2       | 1       | 3     | 3                | 57            | 2.      |
| 1984   | Marlboro McLaren International | McLaren MP4/2        | TAG 1.5 V6 Turbo     | 16     | 7     | 1       | 1       | 3     | 3                | 71,5          | 2.      |
| 1985   | Marlboro McLaren International | McLaren MP4/2B       | TAG 1.5 V6 Turbo     | 16     | 5     | 2       | 4       | 2     | 5                | 76 (73)       | 1.      |
| 1986   | Marlboro McLaren International | McLaren MP4/2C       | TAG 1.5 V6 Turbo     | 16     | 4     | 4       | 3       | 1     | 2                | 74 (72)       | 1.      |
| 1987   | Marlboro McLaren International | McLaren MP4/3        | TAG 1.5 V6 Turbo     | 16     | 3     | 1       | 3       | –     | 2                | 46            | 4.      |
| 1988   | Honda Marlboro McLaren         | McLaren MP4/4        | Honda 1.5 V6 Turbo   | 16     | 7     | 7       | –       | 2     | 7                | 105 (87)      | 2.      |
| 1989   | Honda Marlboro McLaren         | McLaren MP4/5        | Honda 3.5 V10        | 16     | 4     | 6       | 1       | 2     | 5                | 81 (76)       | 1.      |
| 1990   | Scuderia Ferrari SpA           | Ferrari 641          | Ferrari 3.5 V12      | 16     | 5     | 2       | 2       | –     | 2                | 73 (71)       | 2.      |
| 1991   | Scuderia Ferrari SpA           | Ferrari 642 / 643    | Ferrari 3.5 V12      | 14     | –     | 3       | 2       | –     | 1                | 34            | 5.      |
| 1993   | Canon Williams Renault         | Williams FW15C       | Renault 3.5 V10      | 16     | 7     | 3       | 2       | 13    | 6                | 99            | 1.      |
| Gesamt | Gesamt                         | Gesamt               | Gesamt               | 199    | 51    | 35      | 20      | 33    | 41               | 798,5 (768,5) |         |

#### Einzelergebnisse
| Saison | 1   | 2   | 3   | 4   | 5   | 6   | 7   | 8   | 9    | 10  | 11  | 12  | 13  | 14  | 15  | 16 |
| ------ | --- | --- | --- | --- | --- | --- | --- | --- | ---- | --- | --- | --- | --- | --- | --- | -- |
| 1980   |     |     |     |     |     |     |     |     |      |     |     |     |     |     |     |    |
| 6      | 5   | DNS |     | DNF | DNF | DNF | 6   | 11  | 7    | 6   | 7   | DNF | INJ |     |     |    |
| 1981   |     |     |     |     |     |     |     |     |      |     |     |     |     |     |     |    |
| DNF    | DNF | 3   | DNF | DNF | DNF | DNF | 1   | DNF | 2    | DNF | 1   | 1   | DNF | 2   |     |    |
| 1982   |     |     |     |     |     |     |     |     |      |     |     |     |     |     |     |    |
| 1      | 1   | DNF | DNF | DNF | 7*  | NC  | DNF | DNF | 6    | 2   | DNF | 8*  | 2   | DNF | 4   |    |
| 1983   |     |     |     |     |     |     |     |     |      |     |     |     |     |     |     |    |
| 7      | 11  | 1   | 2   | 3   | 1   | 8   | 5   | 1   | 4    | 1   | DNF | DNF | 2   | DNF |     |    |
| 1984   |     |     |     |     |     |     |     |     |      |     |     |     |     |     |     |    |
| 1      | 2   | DNF | 1   | 7   | 1   | 3   | 4   | DNF | DNF  | 1   | DNF | 1   | DNF | 1   | 1   |    |
| 1985   |     |     |     |     |     |     |     |     |      |     |     |     |     |     |     |    |
| 1      | DNF | DSQ | 1   | 3   | DNF | 3   | 1   | 2   | 1    | 2   | 1   | 3   | (4) | 3   | DNF |    |
| 1986   |     |     |     |     |     |     |     |     |      |     |     |     |     |     |     |    |
| DNF    | 3   | 1   | 1   | (6) | 2   | 3   | 2   | 3   | (6)* | DNF | 1   | DSQ | 2   | 2   | 1   |    |
| 1987   |     |     |     |     |     |     |     |     |      |     |     |     |     |     |     |    |
| 1      | DNF | 1   | 9*  | 3   | 3   | DNF | 7*  | 3   | 6    | 15  | 1   | 2   | DNF | 7   | DNF |    |
| 1988   |     |     |     |     |     |     |     |     |      |     |     |     |     |     |     |    |
| 1      | 2   | 1   | 1   | 2   | 2   | 1   | DNF | 2   | (2)  | (2) | DNF | 1   | 1   | (2) | 1   |    |
| 1989   |     |     |     |     |     |     |     |     |      |     |     |     |     |     |     |    |
| 2      | 2   | 2   | (5) | 1   | DNF | 1   | 1   | 2   | (4)  | 2   | 1   | 2   | 3   | DNF | DNF |    |
| 1990   |     |     |     |     |     |     |     |     |      |     |     |     |     |     |     |    |
| DNF    | 1   | 4   | DNF | (5) | 1   | 1   | 1   | 4   | DNF  | 2   | 2   | 3   | 1   | DNF | 3   |    |
| 1991   |     |     |     |     |     |     |     |     |      |     |     |     |     |     |     |    |
| 2      | 4   | DNS | 5   | DNF | DNF | 2   | 3   | DNF | DNF  | DNF | 3   | DNF | 2   | 4   |     |    |
| 1993   |     |     |     |     |     |     |     |     |      |     |     |     |     |     |     |    |
| 1      | DNF | 3   | 1   | 1   | 4   | 1   | 1   | 1   | 1    | 12  | 3   | 12* | 2   | 2   | 2   |    |

| Legende  | Legende            | Legende                                                          |
| Farbe    | Abkürzung          | Bedeutung                                                        |
| -------- | ------------------ | ---------------------------------------------------------------- |
| Gold     | –                  | Sieg                                                             |
| Silber   | –                  | 2. Platz                                                         |
| Bronze   | –                  | 3. Platz                                                         |
| Grün     | –                  | Platzierung in den Punkten                                       |
| Blau     | –                  | Klassifiziert außerhalb der Punkteränge                          |
| Violett  | DNF                | Rennen nicht beendet (did not finish)                            |
| Violett  | NC                 | nicht klassifiziert (not classified)                             |
| Rot      | DNQ                | nicht qualifiziert (did not qualify)                             |
| Rot      | DNPQ               | in Vorqualifikation gescheitert (did not pre-qualify)            |
| Schwarz  | DSQ                | disqualifiziert (disqualified)                                   |
| Weiß     | DNS                | nicht am Start (did not start)                                   |
| Weiß     | WD                 | zurückgezogen (withdrawn)                                        |
| Hellblau | PO                 | nur am Training teilgenommen (practiced only)                    |
| Hellblau | TD                 | Freitags-Testfahrer (test driver)                                |
| ohne     | DNP                | nicht am Training teilgenommen (did not practice)                |
| ohne     | INJ                | verletzt oder krank (injured)                                    |
| ohne     | EX                 | ausgeschlossen (excluded)                                        |
| ohne     | DNA                | nicht erschienen (did not arrive)                                |
| ohne     | C                  | Rennen abgesagt (cancelled)                                      |
| ohne     | keine WM-Teilnahme |                                                                  |
| sonstige | P/fett             | Pole-Position                                                    |
| sonstige | 1/2/3/4/5/6/7/8    | Punktplatzierung im Sprint-/Qualifikationsrennen                 |
| sonstige | SR/kursiv          | Schnellste Rennrunde                                             |
| sonstige | *                  | nicht im Ziel, aufgrund der zurückgelegten Distanz aber gewertet |
| sonstige | ()                 | Streichresultate                                                 |
| sonstige | unterstrichen      | Führender in der Gesamtwertung                                   |

#### Rekorde
- Höchste Quote an Starts in der ersten Reihe in einer Saison: 100 % 1993[# 1]

Anmerkungen
1. ↑  Zusammen mit Ayrton Senna (1989) und Damon Hill (1996)

### Statistik in der Trophée-Andros-Serie
- 2003/2004: 2. Gesamtrang auf Toyota Corolla 4×4
- 2004/2005: 3. Gesamtrang auf Toyota Corolla 4×4
- 2005/2006: 2. Gesamtrang auf Toyota Corolla 4×4
- 2006/2007: Gesamtsieger auf Toyota Auris 4×4
- 2007/2008: Gesamtsieger auf Toyota Auris 4×4
- 2008/2009: 2. Gesamtrang auf Toyota Auris 4×4
- 2009/2010: 2. Gesamtrang auf Dacia Duster 4×4
- 2011/2012: Gesamtsieger auf Dacia Lodgy 4×4